# Nina Jazy
Nina Sandrine Jazy (* 15. November 2005 in Recklinghausen) ist eine deutsche Schwimmerin, die auf Kurzstrecken im Freistil spezialisiert ist.

## Leben und Karriere
Nina Jazy erlernte das Schwimmen schon mit vier Jahren. Nacheinander gehörte sie den Schwimmvereinen SV Neptun Erkenschwick, SV Neptun Recklinghausen, SG Dortmund und SG Essen an. Seit ihrer Zeit beim SG Dortmund ist sie Leistungssportlerin. Sie machte Abitur und wird ab Herbst 2025 an der University of Michigan studieren. Beim SG Essen ist sie Mitglied der Bundesstützpunktgruppe für Hochleistungssport.
Nina Jazy gewann zahlreiche Altersklassenrekorde und Deutsche Meistertitel, unter anderem erlangte sie den Meisterschaftstitel 2022 über 50 Meter Freistil und in der 4 × 100 Meter Freistilstaffel der Frauen.
Mit einer Zeit von 25,22 Sekunden holte sie bei den Junior-Europameisterschaften 2022 die Goldmedaille über 50 Meter Freistil. Außerdem erreichte sie mit ihrem Team bei der 4 × 100 Meter Freistilstaffel den dritten Platz und bei der 4 × 200 Meter Freistilstaffel den fünften.
2024 gehörte Nina Jazy bei den Kurzbahn-Weltmeisterschaften von Budapest dem Team der 4 × 100 Meter Freistilstaffel an, das im Vorlauf einen neuen deutschen Rekord mit 3:30,37 Minuten erreichte und insgesamt auf Platz acht kam. Im Wettkampf über 50 Meter schied sie mit 24,61 Sekunden auf Platz 28 aus.
Im selben Jahr gewann sie bei den Schwimmeuropameisterschaften von Budapest mit dem Martin Wrede, Peter Varjasi und Nicole Maier bei der 4 × 100 Meter Mixed Freistilstaffel die Bronzemedaille und mit Maya Werner, Melvin Imodou und Luca Nik Armbuster bei der 4 × 100 Meter Mixed Lagenstaffel Silber.
2025 schwamm Nina Jazy bei den Weltmeisterschaften in Singapur in der gemischten Freistilstaffel über 4 × 100 Meter mit Nina Holt, Josha Salchow und Rafael Miroslaw, das Team kam mit 3:25,29 Minuten auf den achten Platz.
Sie wird von Stephan Wittky trainiert.